# Catherine Clinton
Catherine Clinton (Kansas City, Missouri) é a Professora Denman de História Americana na Universidade do Texas em San Antonio. Ela é especializada em História Americana, com ênfase na história do Sul, a Guerra Civil Americana, mulheres americanas e história afro-americana.

## Publicações
- Mary Chesnut's Diary, Penguin Classic Edition (2011)
- Harriet Tubman: The Road to Freedom (Nova York, 2004)[3] [Best Non-Fiction in 2004: Christian Science Monitor & Chicago Tribune] HISTORY BOOK CLUB SELECTION
- MRS. LINCOLN: A LIFE (HarperCollins, 2009) HISTORY BOOK CLUB SELECTION, BOOK OF THE MONTH SELECTION
- The Plantation Mistress: Woman's World in the Old South (Pantheon, 1982) incluindo o capítulo: "FOUCAULT MEETS MANDINGO"
- DIVIDED HOUSES: Gender and the Civil War [Co-editor] (Nova York: Oxford University Press, 1992) HISTORY BOOK CLUB SELECTION
- HALF-SISTERS OF HISTORY: Southern Women and the American Past [editor] (Durham, N.C.: Duke University Press, 1994)
- Taking Off the White Gloves: Southern Women and Women's History, Michele Gillespie e Catherine Clinton, eds. (Columbia, MO 1998)
- LIFE IN CIVIL WAR AMERICA [encomendado pelo NATIONAL PARK SERVICE] (Eastern National Press, 1996)
- CIVIL WAR STORIES (Athens: University of Georgia Press, 1998) Averitt Lecture Series, Georgia Southern University.
- PUBLIC WOMEN AND THE CONFEDERACY (Marquette University Press, 1999) Frank B. Klement Lecture, Marquette University.
- Tara Revisited:  Woman, War, & the Plantation Legend (Abbeville, 1995)
- COLUMBIA GUIDE TO AMERICAN WOMEN IN THE NINETEENTH CENTURY [co-author] (Nova York: Columbia University Press, 2000)
- The Devil's Lane: Sex and Race in the Early South, Catherine Clinton e Michele Gillespie, eds. (Nova York: Oxford University Press, 1997)
- Fanny Kemble's Journals (Cambridge, MA, 2000)
- THE OTHER CIVIL WAR: American Women in the Nineteenth Century (1984, 2ª edição, Nova York: Hill e Wang, 1999)
- PORTRAITS OF AMERICAN WOMEN: From Settlement to the Present [co-editor] (1991, edição reimpressa, Oxford University Press, 1998)
- SOUTHERN FAMILIES AT WAR: Loyalty and Conflict in the Civil War South [editor] (Nova York: Oxford University Press, 2000)
- TAKING OFF THE WHITE GLOVES: Southern Women and Women Historians [co-editor] (Columbia: University of Missouri Press, 1998)
- PUBLIC WOMEN AND THE CONFEDERACY (Marquette University Press, 1999) Frank B. Klement Lecture, Marquette University.
- Fanny Kemble's Civil Wars (Simon & Schuster, 2000 e reedição: Oxford, 2006)
- BATTLE SCARS: GENDER AND SEXUALITY IN THE CIVIL WAR [co-editor]  (Oxford University Press, 2006)
- REMINISCENCES OF MY LIFE IN CAMP: AN AFRICAN-AMERICAN WOMAN'S CIVIL WAR MEMOIR (University of Georgia Press, 2006)
- I, TOO, SING AMERICA: Three Centuries of African American Poetry [editor] (Boston: Houghton Mifflin Children, 1998) - Vencedor do Bank Street Poetry Prize 1998 & American Library Association, Best Books for Young Adults in 1998
- THE SCHOLASTIC ENCYCLOPEDIA OF THE CIVIL WAR (author) (Nova York: Scholastic Press, 1999)
- THE BLACK SOLDIER (Boston: Houghton Mifflin Children, 2000)
- A POEM OF HER OWN: Women's Voices Past and Present (Nova York: Harry Abrams, 2003) - Nova York Public Library Best Children's Book List
- HOLD THE FLAG HIGH (Nova York: HarperCollins Children, 2005)
- BOOTH (sob o nome C. C. Colbert) (Nova York: First Second Books, 2010)